# Eleição para o Senado federal pelo Alabama em 2010
A eleição para o senado federal do estado americano do Alabama em 2010  aconteceu no dia 2 de novembro de 2010. O senador republicano Richard Shelby é candidato à reeleição, contra o advogado democrata William G. Barnes. Foi confirmado a reeleição de Shelby em 3 de novembro de 2010, com 100% das urnas apuradas Shelby obteve maioria de 65,3%, contra 34,7% dos votos de Burns.

## Primária Democrata
| Primária Democrata | Primária Democrata | Primária Democrata | Primária Democrata | Primária Democrata | Primária Democrata |
| Partido            | Candidato          | Votos              | %                  |                    |                    |
| Democrata          | William G. Barnes  | 160.737            | 60,8%              |                    |                    |
| Democrata          | Simone De Moore    | 103.784            | 39,2%              |                    |                    |
| Total              | Total              | 264.521            | 100%               |                    |                    |
| ------------------ | ------------------ | ------------------ | ------------------ | ------------------ | ------------------ |

## Primária Republicana
| Primária Democrata | Primária Democrata | Primária Democrata | Primária Democrata | Primária Democrata | Primária Democrata |
| Partido            | Candidato          | Votos              | %                  |                    |                    |
| Republicano        | Richard Shelby     | 405.042            | 84,4%              |                    |                    |
| Republicano        | Clint Moser        | 74.147             | 15,6%              |                    |                    |
| Total              | Total              | 479.189            | 100%               |                    |                    |
| ------------------ | ------------------ | ------------------ | ------------------ | ------------------ | ------------------ |

## Resultados
| Eleição para o senado federal do Alabama em 2010 | Eleição para o senado federal do Alabama em 2010 | Eleição para o senado federal do Alabama em 2010 | Eleição para o senado federal do Alabama em 2010 | Eleição para o senado federal do Alabama em 2010 | Eleição para o senado federal do Alabama em 2010 |
| Partido                                          | Candidato                                        | Votos                                            | %                                                |                                                  |                                                  |
| Republicano                                      | Richard Shelby                                   | 964.329                                          | 65,3%                                            |                                                  |                                                  |
| Democrata                                        | William G. Barnes                                | 513.540                                          | 34,7%                                            |                                                  |                                                  |
| votos válidos                                    | votos válidos                                    | 1.477.869                                        | 99%                                              |                                                  |                                                  |
| Inválido ou votos em branco                      | Inválido ou votos em branco                      |                                                  |                                                  |                                                  |                                                  |
| Total                                            | Total                                            |                                                  |                                                  |                                                  |                                                  |
| ------------------------------------------------ | ------------------------------------------------ | ------------------------------------------------ | ------------------------------------------------ | ------------------------------------------------ | ------------------------------------------------ |